# Na Mão do Palhaço
Na Mão do Palhaço é um filme brasileiro dos gêneros drama e ação, que teve sua pré-estreia no dia 13 de julho de 2024, na Praça do Sítio Taquaratis, em Ibiapina, e pré-lançamento na abertura especial do 22º Festival NOIA no Cineteatro São Luiz, em Fortaleza, capital do Ceará, contando com a participação de atores, atrizes, técnicos e artistas de diversas linguagens, oriundos de comunidades de vários municípios, como Ibiapina, São Benedito, Ubajara, Quixeramobim, Tianguá, Graça e Mucambo.

## Sinopse
Augusto "O Palhaço" é um meticuloso criminoso cearense que se infiltra em uma sinistra rede de tráfico de órgãos, tráfico de pessoas, exploração sexual e trabalho escravo para salvar sua esposa sequestrada. Disposto a fazer qualquer coisa para resgatá-la, Augusto usará todas as suas habilidades para enfrentar a organização. Conforme se aprofunda nesse submundo, ele começa a se afastar da vida de crimes e a desenvolver empatia pelas vítimas.

## Elenco
| Ator/Atriz      | Personagem        |
| --------------- | ----------------- |
| Daniell Abrew   | Augusto "Palhaço" |
| Camilo Vidal    | Branco            |
| Aline Barros    | Paulinha          |
| Lorrana Feitosa | Eveline           |
| Aletéia Lorenna | Marta             |
| Romão Sobrinho  | Matuzalém         |
| Karine Ogunté   | Silvia            |
| Adriano Silva   | Testa-de-Ferro    |

## Recursos estéticos
O filme mergulha nas estéticas cinematográficas das décadas de 1980 e 1990, resgatando e reinterpretando elementos visuais e sonoros que marcaram essas épocas. A estética da imagem, por exemplo, é deliberadamente granulada, com cores saturadas que evocam a era dos filmes em VHS, capturando a textura crua e imperfeita que define esse formato. A colorimetria do filme foi trabalhada para remeter ao aspecto nostálgico dos filmes dos anos 80, onde os tons vibrantes e contrastantes eram usados para acentuar a atmosfera dramática e às vezes surrealista da narrativa.
Os efeitos visuais e especiais copiam técnicas práticas que dominaram o cinema antes da ascensão dos efeitos digitais. Maquiagens caricatas e feridas grotescas são utilizadas para criar um universo visual que é ao mesmo tempo aterrador e retrô. A técnica de miniaturas, muito comum nos filmes de ficção científica e terror daquela época, é também aplicada para construir cenários e sequências que exigem uma escala grandiosa, dando ao filme um caráter artesanal, onde os detalhes são homenagens ao ofício manual dos cineastas.
Com o avanço tecnológico dos anos 90, o filme incorpora os primórdios da computação gráfica, utilizando efeitos digitais de maneira perceptível, para complementar as cenas mais elaboradas. Esses efeitos digitais são aplicados de forma que harmonizem com o estilo visual dos efeitos práticos, criando uma fusão entre o analógico e o digital, um reflexo das transições tecnológicas daquele período.
O longa foi influenciado por três movimentos cinematográficos icônicos: o Cinema Marginal brasileiro, a Nouvelle Vague francesa e o Expressionismo Alemão. O Cinema Marginal, com sua abordagem crua e anticomercial, se reflete na estética subversiva e nas escolhas narrativas do filme. A montagem não-linear e os diálogos naturalistas são influências diretas da Nouvelle Vague, trazendo um senso de espontaneidade. Já o Expressionismo Alemão é visível nas composições visuais do filme, com sombras distorcidas, ângulos de câmera dramáticos e um uso expressivo da escuridão para intensificar o psicológico dos personagens.
Esses movimentos, embora distintos em suas origens e intenções, encontram interseções na maneira como a obra aborda a representação da realidade e da fantasia. O filme utiliza a fragmentação narrativa da Nouvelle Vague para explorar a psique fragmentada do protagonista, enquanto as influências do Cinema Marginal permitem uma crítica social implícita nas entrelinhas da história. O Expressionismo Alemão, por sua vez, enriquece a estética visual do filme, usando a distorção e o exagero como ferramentas para expressar a internalização do medo e da violência.

## Produção
O projeto do filme começou a tomar forma em 2010, quando o cineasta e roteirista Daniell Abrew finalizou a escrita de dois contos policiais interligados, intitulados "O Inferno de Saturno" e "Cidade Anônima". Dois anos depois, em 2012, os elementos desses contos serviram de base para a criação do primeiro tratamento do roteiro do longa-metragem.
Em 2016, Abrew foi convidado pelos produtores executivos Paulo Benevides e João Guilherme Studart a colaborar no desenvolvimento do projeto de docuficção "A Lenda do Cortabunda", inspirado na obra literária "Cortabunda - O Maníaco do Zé Walter", de Jansen Viana. Este projeto integrou as vivências do 16º Festival NOIA, e o filme, dirigido por Camilo Vidal, foi lançado em 2017.
Ainda no mesmo ano do lançamento do documentário, a equipe de produção decidiu expandir a parte ficcional do projeto. A história evoluiu para incluir o personagem Cortabunda em um contexto narrativo adaptado, unindo as três tramas. A primeira fase da produção foi concluída em 2019, mas com o advento da pandemia de Covid-19, o projeto foi temporariamente suspenso. Após esse período, o longa é retomado, agora ambientado nos anos 1980 e 1990, com a figura ficcional do maníaco, vulgarmente chamado de Cortabunda, mas sendo identificado pelas autoridades policiais como uma organização conhecida como Trindade.
"Na Mão do Palhaço" marca o início de uma trilogia que continuará com os títulos "No Faro da Raposa" e "No Fio da Navalha". A sequência do filme, "No Faro da Raposa", está em desenvolvimento, sem data prevista para o seu lançamento.